# ムードメーカー
ムードメーカー（和製英語: mood maker）とは、主にその場にいるだけでその場の空気・雰囲気を明るくしたり盛り上げたり、好転させることが出来る力を持っている人のことを指す。
主な特徴として、明るい、前向き、愛想が良い、聞き上手などの他、周囲への洞察力の高さによる気配りや目配りが出来ることが上げられる。スポーツなどにおいては選手としての実力とは別に持ちえる能力であり、技術で貢献する能力とは別にチームの雰囲気などの総合的な戦力にプラスを与えてくれる存在である。ただし、圧倒的な存在感でチームを牽引する能力を持つ選手も、その姿勢から結果としてムードメーカーとしての機能を果たしている場合も多い。
英語では、icebreaker（ウィクショナリー英語版）、life of the party（ウィクショナリー英語版）、life and soul（ウィクショナリー英語版）などがムードメーカーに相当する表現となる。